# Cratere Nardo
Nardo è un cratere di Marte, creatosi in seguito a un impatto e con diametro approssimativamente di 25 km di larghezza.
È localizzato a 27° sud e 327° est. Prende il nome da Nardò una cittadina italiana della provincia di Lecce, e il suo nome è stato approvato dall'Unione Astronomica Internazionale nel 1976.